# جیسون هالدین
جیسون هالدین (به انگلیسی: Jason Haldane) بازیکن والیبال اهل بریتانیا است.